# Яан Анвельт
Ян Янович Анвельт (18 квітня 1884 — 11 грудня 1937) — радянський військовий і політичний діяч, професійний революціонер, один з керівників Комуністичної партії Естонії, письменник, публіцист.

## Життєпис
Народився в сім'ї селянина в селі Оргу Фелінського повіту Ліфляндської губернії. Закінчив учительську семінарію, юридичний факультет Петербурзького університету (екстерн). Помічник присяжного повіреного. У РСДРП з 1907 року, більшовик. У 1917 році — член ВЦВК, член виконкому Естляндської Ради, делегат I і II Всеросійських з'їздів Рад РСД. У 1918 році — голова уряду Естляндської Трудової комуни. У 1924 керував повстанням в Естонії, після його поразки втік до СРСР. Делегат XIV—XVI з'їздів ВКП(б).

## Дати біографії
- 1919—1921 — на керівній політичній роботі в Червоній Армії.
- 1926—1929 — комісар Військово-повітряної академії ім. Жуковського.
- 1929—1935 — заступник начальника, а потім і начальник Головного управління цивільного повітряного флоту.
- 1935—1937 — член і відповідальний секретар Інтернаціональної контрольної комісії Комінтерну.
- Грудень 1937 — заарештований. Розстріляний, за іншою версією, помер під тортурами.

У 1956 році реабілітований.